# Studzienice
Studzienice (Stüdnitz fino al 1945) è un comune rurale polacco del distretto di Bytów, nel voivodato della Pomerania.
Ricopre una superficie di 175,96 km² e nel 2004 contava 3 343 abitanti.